# Adélaïde d'Anhalt-Dessau
Titre
Grande-duchesse consort de Luxembourg
23 novembre 1890 – 17 novembre 1905
(14 ans, 11 mois et 25 jours)
Adélaïde d'Anhalt-Dessau, née le 25 décembre 1833 et morte le 24 novembre 1916  a été une duchesse de Nassau puis une grande-duchesse de Luxembourg, à partir de son mariage avec Adolphe de Luxembourg, en 1851 jusqu'au décès de celui-ci, en 1905.

## Biographie
Nièce du prince Léopold IV d'Anhalt-Dessau, la princesse Adélaïde naît le jour de Noël 1833. Premier enfant du prince Frédéric-Auguste d'Anhalt-Dessau (1799-1864) et de son épouse Marie-Louise-Charlotte de Hesse-Cassel (1814-1895), la princesse Adélaïde était la nièce de la reine de Danemark Louise de Hesse-Cassel et donc la cousine utérine de la princesse de Galles Alexandra de Danemark, de la tsarine Dagmar de Danemark, des rois Frédéric VIII et Georges Ier de Grèce. Elle est aussi la tante maternelle de la reine de Wurtemberg.

## Mariage et enfants
Le 23 avril 1851, elle épouse Adolphe, duc de Nassau (1817-1905), veuf inconsolable depuis 6 ans de la grande-duchesse Élisabeth Mikhaïlovna de Russie qui était morte en couches après un an de mariage. Le duc avait fait édifier une chapelle orthodoxe où fut inhumée sa jeune épouse. La chapelle était située sur une colline dominant la capitale afin que le duc puisse l'apercevoir depuis son palais.
Le duc ne se remaria que pour assurer la pérennité de sa dynastie, son frère cadet et héritier étant mort prématurément.
La duchesse Adélaïde, de seize ans la cadette de son mari, lui donna cinq enfants dont deux moururent au berceau et un à l'adolescence :
- Guillaume IV, né le 22 avril 1852 et décédé le 25 février 1912 ;
- Frédéric né le 28 septembre 1854 et décédé le 23 octobre 1855 ;
- Marie née le 14 novembre 1857 et décédée le 28 décembre 1857 ;
- François Joseph né le 30 janvier 1859 et décédé le 2 avril 1875 ;
- Hilda, née le 5 novembre 1864 et décédée le 8 février 1952.

## Pérégrinations européennes et religieuses
Le duc Adolphe, ayant pris le parti de l'Autriche contre la Prusse lors de la guerre austro-prussienne de 1866, voit son état annexé par la Prusse. Néanmoins, il reçoit un dédommagement conséquent et, tandis que la palais de Wiesbaden est abandonné au roi de Prusse, le duc de Nassau conserve son palais de Biebrich et la duchesse, sa résidence d'été de Königstein im Taunus que son mari lui avait offert en 1855. Cependant, le duc et sa famille se retirent dignement et passeront le reste de leur temps entre Francfort et Vienne puis au château de Hohenburg près de Lenggries à la frontière bavaro-autrichienne.
En 1884, son fils et héritier Guillaume s'éprend de la princesse Marie-Anne de Bragance, fille du roi déchu Michel Ier de Portugal. Cependant, la différence de religions est un obstacle insurmontable et, plutôt que se révolter, le prince et la princesse préfèrent attendre des jours meilleurs. En 1890, le roi Guillaume III des Pays-Bas, également grand-duc de Luxembourg, s'éteint. Il ne laisse qu'une fille mineure. Or si la jeune princesse peut succéder à son père aux Pays-Bas, elle ne le peut au Luxembourg dont la succession obéit à la loi salique. Le plus proche parent mâle - et héritier - est l'ex-duc Adolphe. À 73 ans, le souverain détrôné retrouve un trône mais s'il est protestant ses nouveaux sujets sont catholiques et la mariage du prince héritier, âgé de 38 ans, devient une affaire urgente. Un mariage avec une princesse catholique comme ses sujets luxembourgeois serait apprécié. Après six ans d'attente, le prince Guillaume et la princesse Marie-Anne peuvent enfin s'unir devant Dieu et les hommes.

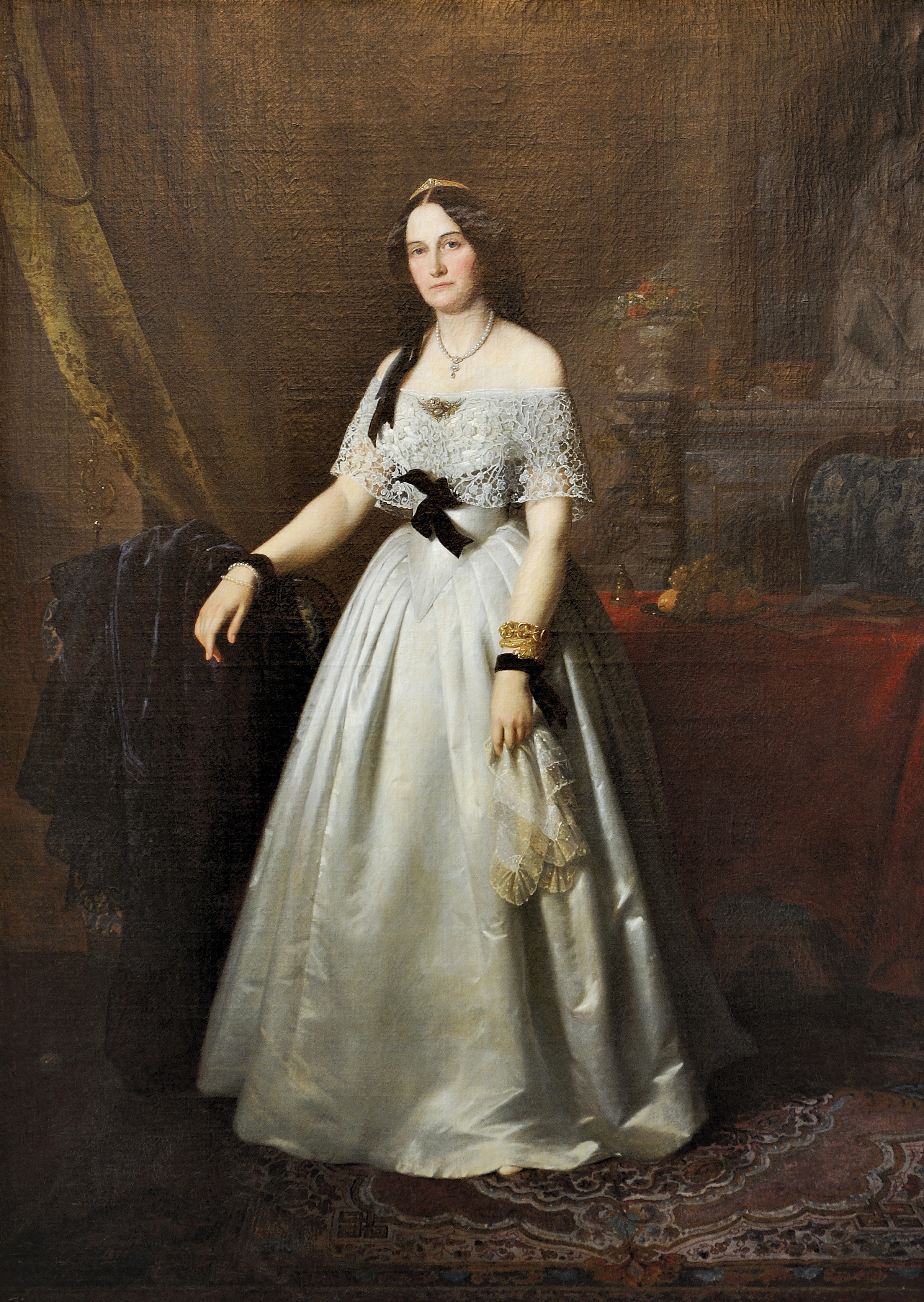
La princesse d'Anhalt-Dessau (1850 ?).
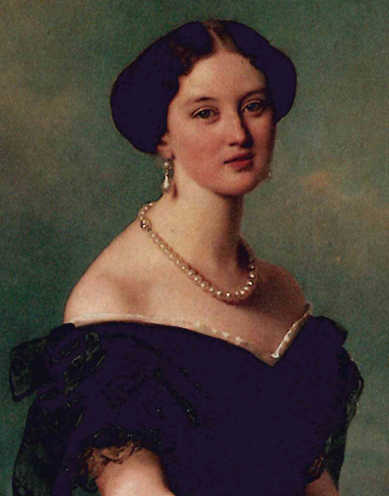
La duchesse de Nassau (1855).
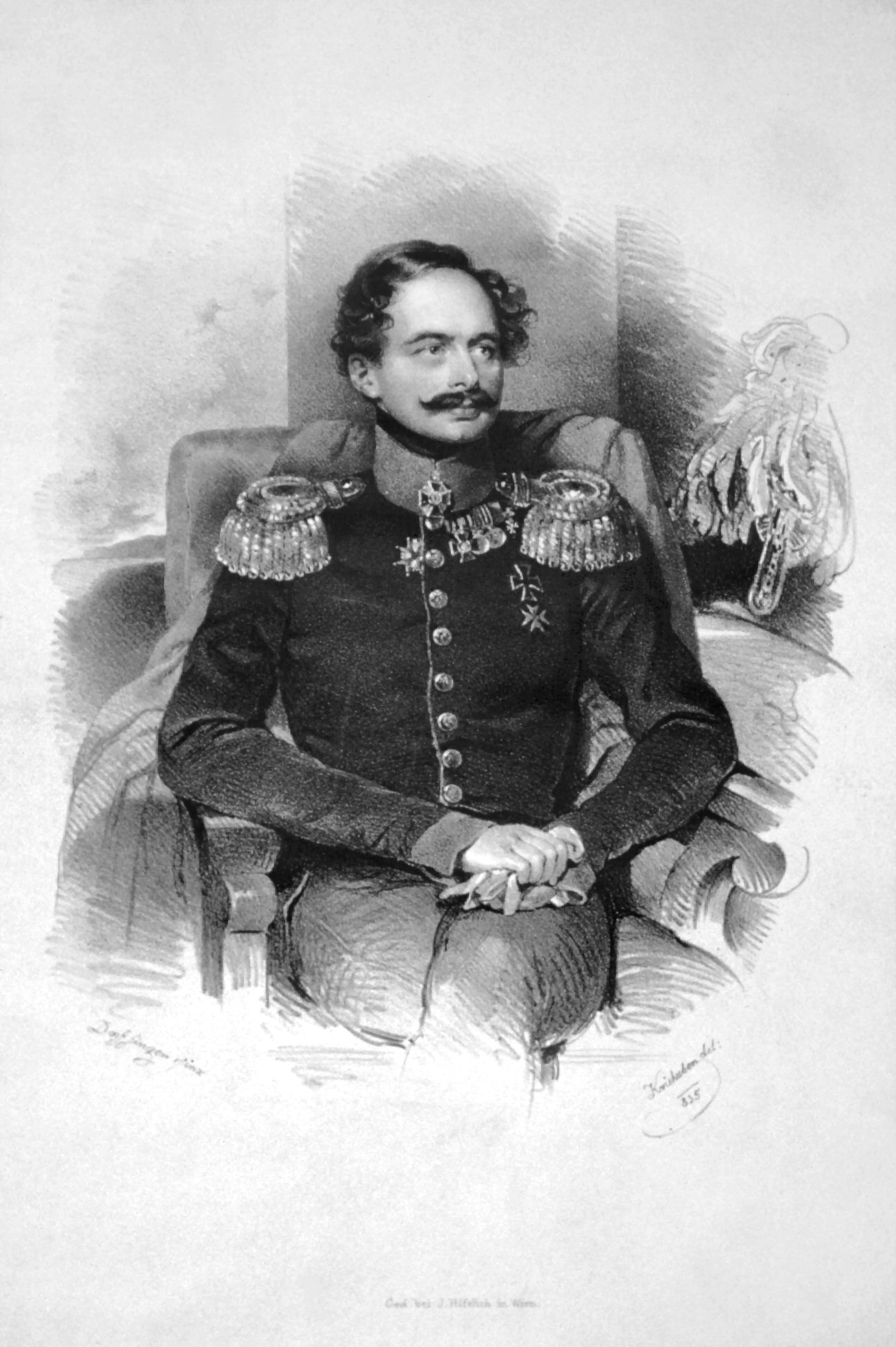
Le duc Adolphe de Nassau (1851 ?).
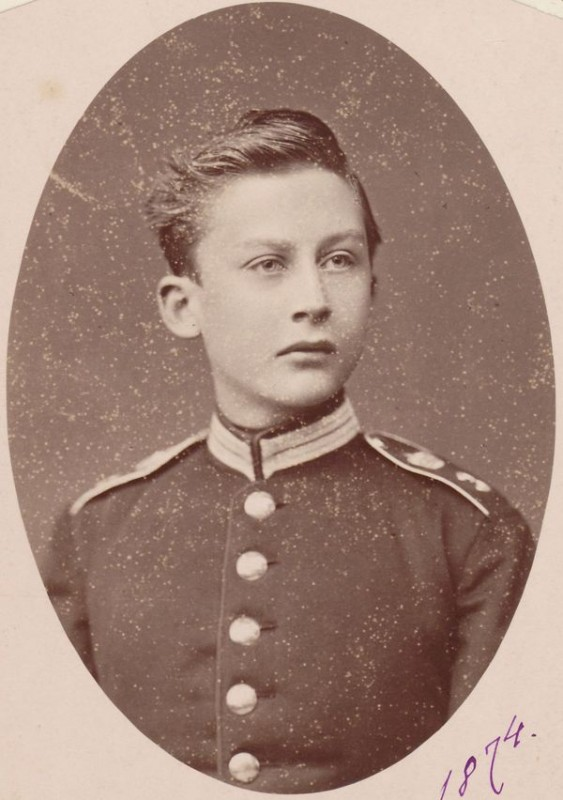
Le prince François Joseph de Nassau (1874).
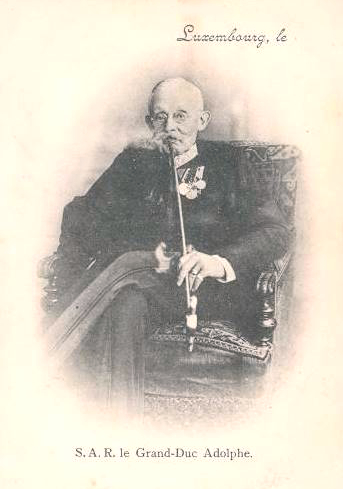
Le grand-duc Adolphe de Luxembourg (1890).
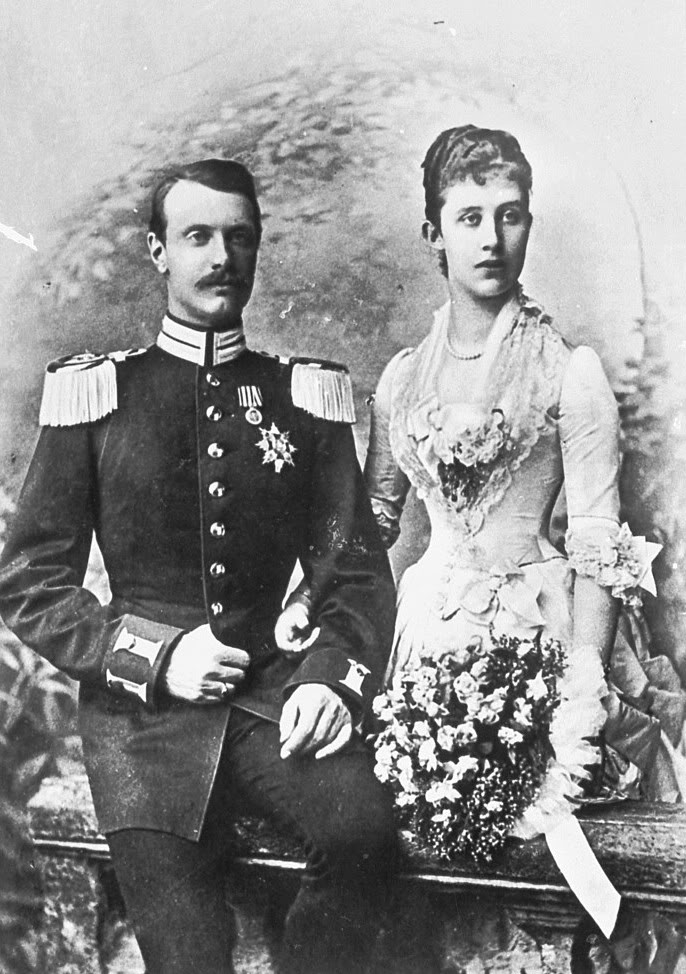
La princesse Hilda et le grand-duc héritier de Bade lors de leurs fiançailles (1885).
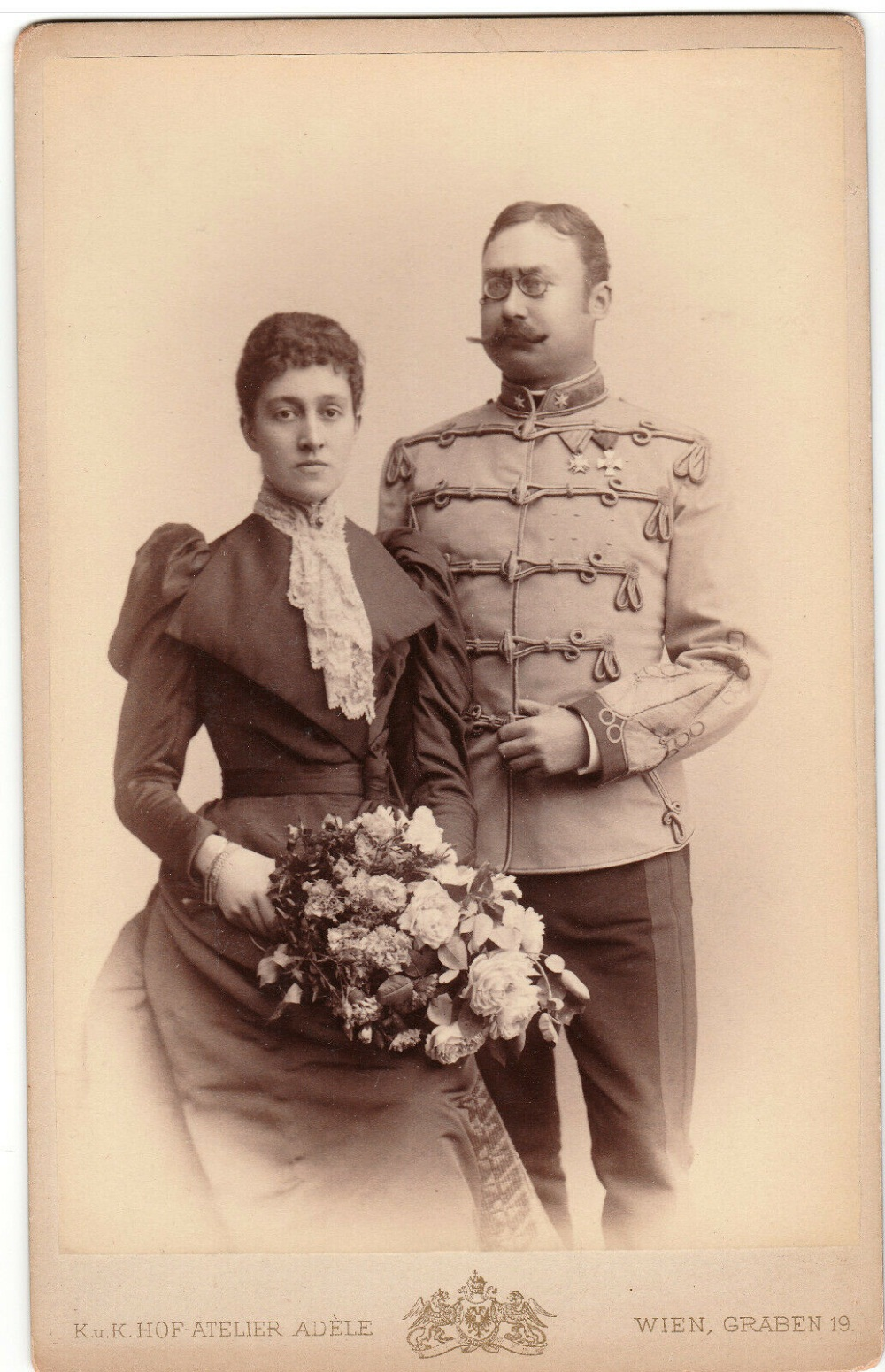
Le grand-duc héritier et la princesse Marie-Anne de Bragance lors de leurs fiançailles (1892).
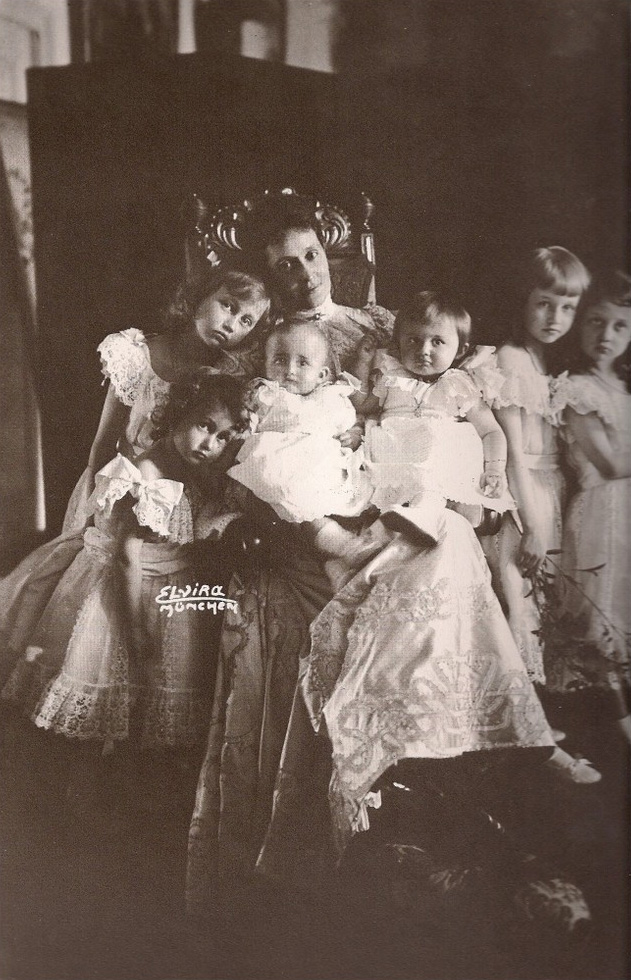
La grande-duchesse héritière et ses filles (1902).
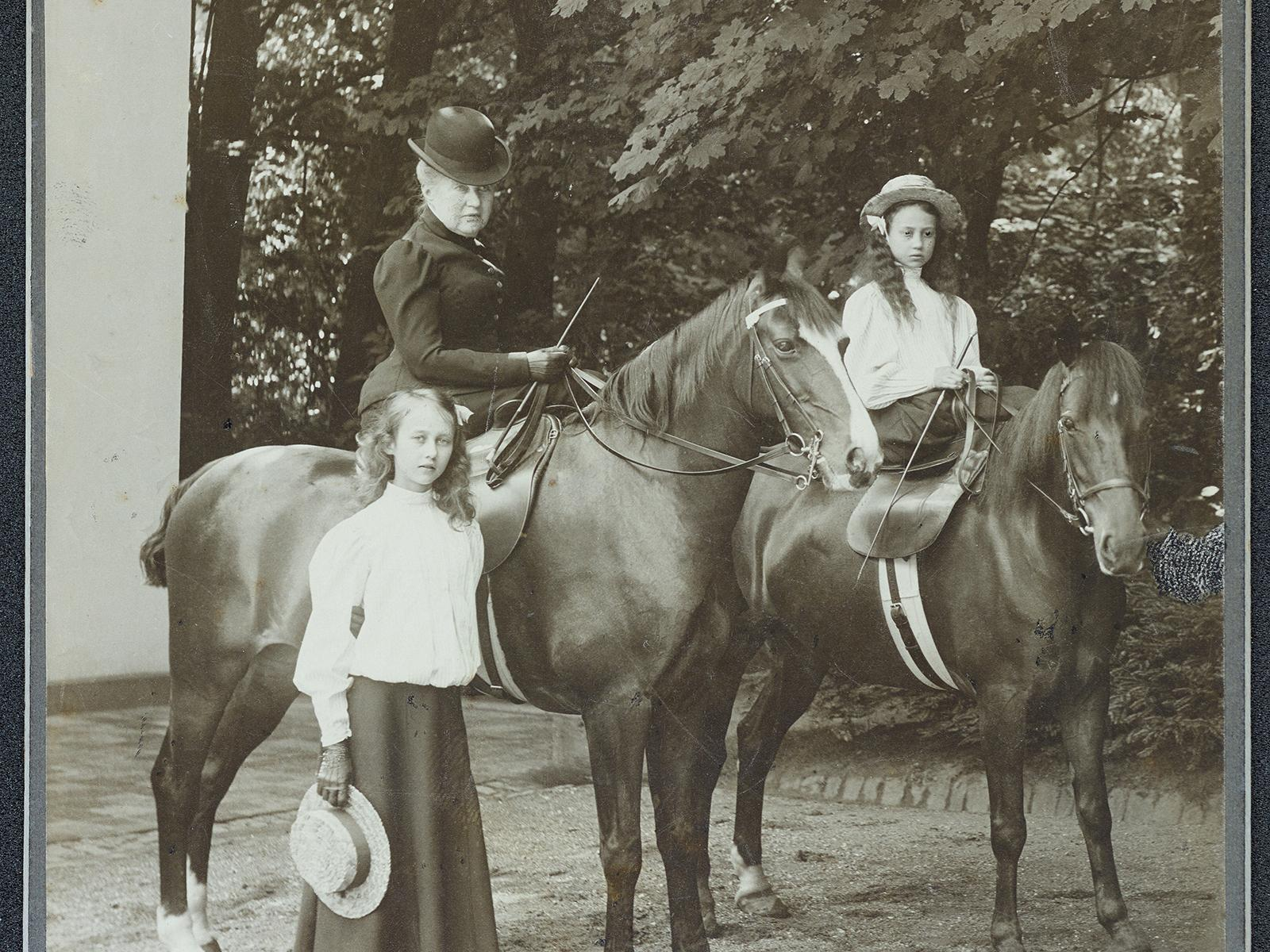
La grande-duchesse de Luxembourg et deux de ses petites filles, les princesses Marie-Adélaïde et Charlotte ou Hilda (1905).
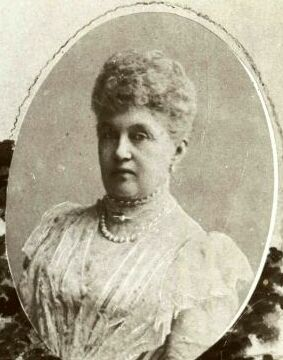
La grande-duchesse douairière de Luxembourg (1910).

La duchesse puis grande-duchesse Adélaïde suit son mari dans ses différentes pérégrinations de Wiesbaden à Franfort, de Francfort à Vienne, de Vienne à Lenggries et de Lenggries à Luxembourg. Après avoir perdu deux enfants en bas âge au début de son mariage puis un fils, filleul de l'empereur d'Autriche, âgé de 16 ans en 1875, la duchesse marie en 1885 sa fille cadette Hilda au grand-duc Frédéric II de Bade (1857-1928), petit-fils du Kaiser Guillaume Ier, roi de Prusse qui, 20 ans plus tôt, a annexé le duché de Nassau. Le couple n'aura pas d'enfants. En 1890, la duchesse de Nassau devient grande-duchesse de Luxembourg et apprend peut-être avec plaisir la chute du chancelier Bismarck. En 1905, la grande-duchesse perd son mari, son fils devient le grand-duc Guillaume IV de Luxembourg. N'ayant que des filles, il fait abolir la loi salique par le parlement. Cependant, sa santé donnant des signes d'inquiétude, il cède la régence du grand-duché à son épouse avant de mourir en 1912. Sa fille lui succède, elle porte le prénom catholicisé de ses deux grands-mères Marie-Adélaïde de Luxembourg. À peine âgée de 18 ans et très proche de sa mère, la nouvelle grande-duchesse s'immisce imprudemment dans la politique du grand-duché, affiche un catholicisme trop militant. En 1914, l'Allemagne viole la neutralité du grand-duché pour attaquer la France par le Nord et non par l'Est. Pendant quatre ans, le grand-duché est occupé par l'armée de façade. La grande-duchesse fait montre d'une neutralité politique mais, proche parente des souverains allemands, elle n'hésite pas à les recevoir et autorise les fiançailles de sa sœur Charlotte avec le frère de l'impératrice d'Autriche et de sa sœur Antoinette avec le prince royal de Bavière. Une telle complaisance et sa maladresse politique lui coûteront son trône à la fin du conflit mondial. La grande-duchesse Adélaïde n'assistera pas à la déchéance de sa petite-fille ni à celle de l'Empire allemand. L'âge lui permet de se tenir à l'écart des zones de conflit. Elle meurt dans sa résidence de Königstein im Taunus en 1916 à l'âge de 82 ans.